# Walter Ayala
Walter Ayala Gonzales (nascido a 20 de julho de 1971) é um juiz peruano e ex-ministro da Defesa do Peru.

## Carreira
Ayala nasceu em Lima. Estudou na Universidade Inca Garcilaso de la Vega, onde obteve um mestrado, e na Universidade Federico Villarreal, onde obteve um mestrado em Direito Civil e Comercial, além de estudos em Administração e Gestão Pública com menção em Defesa Nacional.
Ayala trabalhou no poder judiciário até 2017 e também foi presidente do comité de ética da Ordem dos Advogados de Lima antes de ser destituído do cargo em 2019.

## Ministro da Defesa
No dia 29 de julho de 2021, Ayala foi nomeado Ministro da Defesa do Peru no governo de Pedro Castillo.